# Murraylink
Der Murraylink ist eine unterirdische, bipolare Hochspannungs-Gleichstrom-Leitung in Australien, die die Kleinstadt Berri im Bundesstaat South Australia mit Red Cliffs im Bundesstaat Victoria verbindet. Mit einer Länge von 176 Kilometern (bzw. 180 Kilometern) ist der Murraylink – abgesehen von HGÜ-Seekabeln – derzeit die längste, unterirdische HGÜ-Leitung weltweit.
Die Leitung wurde von ABB im Auftrag der Betreibergesellschaft Murraylink Transmission Company Pty Ltd (MTC) errichtet und ging 2002 in Betrieb. Die beiden Kabel wurden im Allgemeinen entlang bereits vorhandener Straßen in einer Tiefe von 1,2 Metern verlegt, was die Bauzeit verkürzte. Die Lebensdauer beträgt voraussichtlich 40 Jahre. Die Gesamtkosten lagen bei 180 Mio. A$.
Der Murraylink wurde errichtet, um Strom aus dem Bundesstaat Victoria in den Bundesstaat South Australia zu übertragen, da die dortige Region Riverland unter Strommangel litt. Es ist aber auch möglich, Strom in die umgekehrte Richtung zu leiten, falls dies einmal nötig werden sollte.

## Technische Daten
Die HGÜ besteht aus zwei Kabeln mit einer Übertragungskapazität von maximal 220 Megawatt; die Stromstärke liegt bei 739 Ampere und die Spannung bei ±150 Kilovolt. In Berri besteht Anschluss an eine 132-Kilovolt-Leitung, in Red Cliffs an eine 220-Kilovolt-Leitung. Es wird die VSC-Umrichtertechnologie (voltage sourced converter) eingesetzt (ABB nennt dies HVDC Light).

## Eigentümer
Zum Zeitpunkt der Errichtung war MTC zu jeweils 50 % im Besitz von SNC Lavalin (über die Tochter SNC-Lavalin Investment Australia Pty Ltd) und Hydro-Québec (über die Tochter Murraylink HQI Australia Pty Limited). Am 30. März 2006 erwarb Australian Pipeline Trust MTC für 153 Mio. A$.
Mit Stand 2012 gehört MTC zu 100 % der Energy Infrastructure Investments Pty Ltd (EII). EII wiederum ist im Besitz eines Konsortiums, das aus den Firmen Dalmeny Gas & Power Holdings BV (24,95 %), Midstream Investment First BV (24,95 %), Osaka Gas Energy Europe BV (30,20 %) und Australian Pipeline Limited (19,90 %) besteht.